# De alruinwortel
De alruinwortel (La mandràgola) is een toneelstuk van de Florentijn Niccolò Machiavelli uit 1520. Dokters laten zich verleiden tot kwakzalverij en priesters laten zich met wat dukaten overhalen om mee te werken aan overspel.

## Het verhaal
Messer Nicia Calfucci, een rijke Florentijnse arts, is getrouwd met de stadsschone Lucrezia. Hij verlangt vurig naar kinderen met haar, maar een zwangerschap blijft uit. De losbol Callimaco Guadagni heeft ondertussen horen spreken van de schoonheid van Lucrezia en is meteen verkocht. Hij wil haar verleiden met hulp van haar eigen echtgenoot. 
Callimaco introduceert zich ten huize van de machtige kabouter Nicia als een dokter die het wondermiddel heeft om zwanger te raken, een drankje getrokken uit de magische alruinwortel. De man die dan met Lucrezia vrijt, zal binnen acht dagen sterven. Een andere man moet de eerste nacht met haar slapen en zal alle gif in zich opnemen. Nicia wil zo graag kinderen dat hij toch warm loopt voor het plan.
Lucrezia is echter een deugdzame vrouw die nogal teruggetrokken leeft. Ze zit vaak urenlang geknield te bidden voor ze naar bed gaat. Sostrata en Fra Timoteo, moeder en biechtvader van Lucrezia, worden betrokken in het complot om de vrouw te overtuigen. Met wat dukaten wordt de monnik bereid gevonden om Lucrezia het drankje te geven. Daarna kan ze niet begrijpen dat ze de dood van een man op haar geweten moet hebben. Opnieuw Fra Timoteo kan haar op andere gedachten brengen. 
Callimaco verkleedt zich als een werkloze man en wordt meegesleurd van de straat naar het bed van Lucrezia. 's Nachts maakt hij zich weldra bekend en belooft haar als zijn vrouw te nemen. Lucrezia willigt in, omdat ze gelooft dat de goddelijke voorzienigheid het zo gewild heeft. Fra Timoteo spreekt de zegen uit over het overspel.

## De weerklank
De uitvoering van La mandragola was onmiddellijk een groot succes in Florence. De komedie werd een bestseller in de 16e eeuw. Machiavelli slaagde er later niet meer in om die eenzame klasse te evenaren.
De alruinwortel · Belfagor · Clizia · Descrizione del modo tenuto dal Duca Valentino nell' ammazzare Vitellozzo Vitelli, Oliverotto da Fermo, il Signor Pagalo e il Duca di Gravina Orsini · Florentijnse geschiedenissen · De krijgskunst · Het leven van Castruccio Castracani · Verhandeling over de hervorming van de Florentijnse staat na de dood van Lorenzo · Verhandelingen over de eerste tien boeken van Titus Livius · De vorst